# Volker Finke
Volker Finke (Nienburg, Alemania, 24 de marzo de 1948) es un entrenador y exfutbolista alemán. 

## Trayectoria

### Como jugador
Como futbolista, Finke jugó de centrocampista. Toda su carrera la realizó en dos clubes, TSV Havelse donde jugó hasta 1969 y Hannoverscher SC donde jugó desde 1969 hasta 1974 cuando se retiró como futbolista.

### Como entrenador
Un año después de su retiro, Volker Finke se convirtió en entrenador del TSV Stelingen donde estuvo hasta 1986. En ese mismo año se convirtió en entrenados del TSV Havelse donde permaneció hasta 1990. En 1991 llegó al SC Friburgo, equipo que dirigió desde 1991 hasta 2007; consiguiendo coronarse en dos ocasiones en la 2. Bundesliga (1993 y 2003). Fue cesado de su puesto en 2007, tras 16 años al frente del equipo.
En 2009 llegó al Urawa Red Diamonds de la J1 League de Japón, donde permaneció durante un año. Luego en 2011, fue anunciado como entrenador interino del 1. FC Colonia, logrando la permanencia en la Bundesliga. 
El 22 de mayo de 2013 se convirtió en entrenador de la selección de fútbol de Camerún, y la logró clasificar a la Copa Mundial de Fútbol de 2014. Fue despedido el 30 de octubre de 2015, dos semanas antes de que comenzara la fase de clasificación para la Copa Mundial de la FIFA 2018.

## Clubes

### Como jugador
| Club             | País     | Año         |
| ---------------- | -------- | ----------- |
| TSV Havelse      | Alemania | 1967 - 1969 |
| Hannoverscher SC | Alemania | 1969 - 1974 |

### Como entrenador
| Club                     | País     | Año         |
| ------------------------ | -------- | ----------- |
| TSV Stelingen            | Alemania | 1975 - 1986 |
| TSV Havelse              | Alemania | 1986 - 1990 |
| Eintracht Norderstedt 03 | Alemania | 1990 - 1991 |
| SC Friburgo              | Alemania | 1991 - 2007 |
| Urawa Red Diamonds       | Japón    | 2009 - 2010 |
| 1. FC Colonia            | Alemania | 2011        |
| Selección de Camerún     | Camerún  | 2013 - 2015 |

## Palmarés como entrenador

### Campeonatos nacionales
| Título        | Club        | País     | Año  |
| ------------- | ----------- | -------- | ---- |
| 2. Bundesliga | SC Friburgo | Alemania | 1993 |
| 2. Bundesliga | SC Friburgo | Alemania | 2003 |